# Associazione Calcio Udinese 1957-1958
Questa voce raccoglie le informazioni riguardanti l'Associazione Calcio Udinese nelle competizioni ufficiali della stagione 1957-1958.

## Stagione
Nella stagione 1957-1958 'Udinese ha disputato il campionato di Serie A, un torneo a diciotto squadre che ha laureato Campione d'Italia la Juventus che ha vinto il torneo con 51 punti, davanti alla Fiorentina con 43 punti ed al Padova con 42 punti. L'Udinese ha ottenuto la nona posizione con 32 punti, tanti quanti quelli di Milan e Inter. Sono retrocessi in Serie B il Verona penultimo, che ha perso gli spareggi con il Bari secondo classificato in Serie B, e l'Atalanta retrocessa all'ultimo posto.

## Rosa
| N. |                   | Ruolo | Calciatore         |
| -- | ----------------- | ----- | ------------------ |
|    | Italia (bandiera) | P     | Giovanni Romano    |
|    | Italia (bandiera) | P     | Fabio Cudicini     |
|    | Italia (bandiera) | P     | Giacomo Del Bianco |
|    | Italia (bandiera) | D     | Renato Valenti     |
|    | Italia (bandiera) | D     | Amos Cardarelli    |
|    | Italia (bandiera) | D     | Alcide Baccari     |
|    | Italia (bandiera) | D     | Primo Sentimenti   |
|    | Italia (bandiera) | D     | Sergio Manente     |
|    | Italia (bandiera) | C     | Luciano Piquè      |
|    | Italia (bandiera) | C     | Massimo Giacomini  |

| N. |                      | Ruolo | Calciatore        |
| -- | -------------------- | ----- | ----------------- |
|    | Italia (bandiera)    | C     | Enzo De Giovanni  |
|    | Italia (bandiera)    | C     | Renzo Sassi       |
|    | Italia (bandiera)    | C     | Odero Gon         |
|    | Italia (bandiera)    | A     | Alberto Fontanesi |
|    | Italia (bandiera)    | A     | Lorenzo Bettini   |
|    | Italia (bandiera)    | A     | Mario Pantaleoni  |
|    | Svezia (bandiera)    | A     | Bengt Lindskog    |
|    | Italia (bandiera)    | A     | Giovanni Medeot   |
|    | Italia (bandiera)    | A     | Pietro Tonini     |
|    | Argentina (bandiera) | A     | Luis Pentrelli    |

## Risultati

### Serie A

#### Andata
| Arbitro: | Grignani (Milano) |

|                     |           |                          |
| Vukas 63’ Capra 79’ | Marcatori | 58’ Lindskog 75’ Bettini |

| Arbitro: | Jonni (Macerata) |

|  |           |             |
|  | Marcatori | 55’ Charles |

| Arbitro: | Moriconi (Roma) |

|                                                                  |           |  |
| Lindskog 25’ (rig.) Pentrelli 34’, 88’ Fontanesi 69’ Bettini 81’ | Marcatori |  |

| Arbitro: | Liverani (Torino) |

|                        |           |  |
| Montuori 51’ Prini 88’ | Marcatori |  |

| Arbitro: | Annoscia (Bari) |

|                     |           |  |
| Lindskog 70’ (rig.) | Marcatori |  |

| Arbitro: | Grill |

|            |           |             |
| Tonini 43’ | Marcatori | 69’ Mariani |

| Arbitro: | Adami (Roma) |

|                                                                   |           |                             |
| Bacci 4’ Armano 51’ Arce 58’ Bonifaci 67’ Bertoloni 74’ Fogli 90’ | Marcatori | 28’ Pantaleoni 87’ Lindskog |

| Arbitro: | Grillo (Napoli) |

|                                   |           |                           |
| Del Vecchio 12’ Bassetti 73’, 88’ | Marcatori | 8’ Lindskog 80’ Pentrelli |

| Arbitro: | Damjani |

|                                      |           |                          |
| Bettini 22’ Lindskog 29’, 61’ (rig.) | Marcatori | 7’ Firmani 14’, 55’ Mora |

| Arbitro: | Mori (Cremona) |

|                                      |           |                                                |
| Da Costa 43’ Stucchi 75’ Nordahl 85’ | Marcatori | 15’ Pantaleoni 47’ (aut.), 65’ (aut.) Griffith |

| Arbitro: | Annoscia (Bari) |

|  |           |                |
|  | Marcatori | 55’ Pantaleoni |

| Arbitro: | Perego (Milano) |

|                          |           |                           |
| Lindskog 12’ Bettini 38’ | Marcatori | 22’ Dal Monte 44’ Barison |

| Arbitro: | Guarnaschelli (Pavia) |

|               |           |                    |
| Fontanesi 29’ | Marcatori | 65’ Pison 81’ Rosa |

| Arbitro: | Jonni (Macerata) |

|           |           |  |
| Tozzi 80’ | Marcatori |  |

| Arbitro: | Grignani (Milano) |

|                              |           |                                    |
| Di Giacomo 3’ Posio 76’, 87’ | Marcatori | 22’ Pantaleoni 56’ (rig.) Lindskog |

| Arbitro: | Marangio (Roma) |

|  |           |              |
|  | Marcatori | 19’ Aronsson |

| Arbitro: | Marchetti (Milano) |

|                          |           |  |
| Bettini 4’ Pentrelli 22’ | Marcatori |  |

#### Ritorno
| Arbitro: | Liverani (Torino) |

|               |           |  |
| Pentrelli 58’ | Marcatori |  |

| Arbitro: | Perego (Milano) |

|                          |           |  |
| Stacchini 19’ Sívori 35’ | Marcatori |  |

| Arbitro: | Rebuffo (Milano) |

|                        |           |  |
| Macor 46’ Broccini 87’ | Marcatori |  |

| Arbitro: | Lo Bello (Siracusa) |

|             |           |              |
| Bettini 64’ | Marcatori | 58’ Montuori |

| Arbitro: | Moriconi (Roma) |

|              |           |                |
| Conti II 51’ | Marcatori | 89’ Pantaleoni |

| Arbitro: | Ubezio (Novara) |

|                  |           |             |
| Galli 53’ (rig.) | Marcatori | 22’ Bettini |

| Arbitro: | Ferrari (Milano) |

|             |           |            |
| Bettini 67’ | Marcatori | 88’ Armano |

| Arbitro: | Perego (Milano) |

|                   |           |  |
| Lindskog 69’, 81’ | Marcatori |  |

| Arbitro: | Campanati (Milano) |

|                                   |           |                                                            |
| Ocwirk 3’ Recagno 11’ Firmani 80’ | Marcatori | 20’ Pantaleoni 51’ Lindskog 56’ Fontanesi 64’, 69’ Bettini |

| Arbitro: | Rebuffo (Milano) |

|               |           |                           |
| Pentrelli 86’ | Marcatori | 51’ Da Costa 56’ Lojodice |

| Arbitro: | Angelini (Firenze) |

|               |           |             |
| Pentrelli 43’ | Marcatori | 53’ Bicicli |

| Arbitro: | Marchetti (Milano) |

|             |           |  |
| Abbadie 90’ | Marcatori |  |

| Padova 27 aprile 1958 30ª giornata | Padova          | 0 – 0 | Udinese | Stadio Silvio Appiani\| Arbitro: \| Perego (Milano) \| |
| Arbitro:                           | Perego (Milano) |       |         |                                                        |

| Arbitro: | Righi (Milano) |

|             |           |  |
| Bettini 69’ | Marcatori |  |

| Arbitro: | Seipelt |

|                                                                                           |           |  |
| Franchini 26’ (aut.) Comaschi 63’ (aut.) Fontanesi 64’, 74’, 87’ Lindskog 67’ Bettini 69’ | Marcatori |  |

| Vicenza 18 maggio 1958 33ª giornata | Lanerossi Vicenza  | 0 – 0 | Udinese | Stadio Romeo Menti\| Arbitro: \| Campanati (Milano) \| |
| Arbitro:                            | Campanati (Milano) |       |         |                                                        |

| Arbitro: | Moriconi (Roma) |

|             |           |                         |
| Savioni 73’ | Marcatori | 25’ Fontanesi 30’ Piquè |

### Coppa Italia

#### Primo turno
| Arbitro: | Adami (Roma) |

|              |           |                    |
| Biagioli 63’ | Marcatori | 42’, 60’ Pentrelli |

| Arbitro: | Maghernino (San Severo) |

|           |           |  |
| Rossi 51’ | Marcatori |  |

| Arbitro: | Jonni (Macerata) |

|                     |           |                             |
| Milani 60’ Puia 84’ | Marcatori | 43’ Fontanesi 51’ Giacomini |

| Arbitro: | Perego (Milano) |

|  |           |               |
|  | Marcatori | 36’ Mirabelli |

| Arbitro: | Carbonelli (Brescia) |

|                                         |           |           |
| Lama 11’ (aut.) Minto 16’ Fontanesi 64’ | Marcatori | 24’ Rossi |

| Arbitro: | Roversi (Bologna) |

|  |           |               |
|  | Marcatori | 13’ Del Negro |

## Statistiche[2][3]

### Statistiche di squadra
| Competizione | Punti | In casa | In casa | In casa | In casa | In casa | In casa | In trasferta | In trasferta | In trasferta | In trasferta | In trasferta | In trasferta | Totale | Totale | Totale | Totale | Totale | Totale | DR |
| Competizione | Punti | G       | V       | N       | P       | Gf      | Gs      | G            | V            | N            | P            | Gf           | Gs           | G      | V      | N      | P      | Gf     | Gs     | DR |
| ------------ | ----- | ------- | ------- | ------- | ------- | ------- | ------- | ------------ | ------------ | ------------ | ------------ | ------------ | ------------ | ------ | ------ | ------ | ------ | ------ | ------ | -- |
| Serie A      | 32    | 17      | 7       | 6       | 4       | 30      | 15      | 17           | 3            | 6            | 8            | 21           | 31           | 34     | 10     | 12     | 12     | 51     | 46     | +5 |

### Statistiche dei giocatori
| Giocatore      | Serie A  | Serie A | Coppa Italia | Coppa Italia | Totale   | Totale |
| Giocatore      | Presenze | Reti    | Presenze     | Reti         | Presenze | Reti   |
| -------------- | -------- | ------- | ------------ | ------------ | -------- | ------ |
| A. Baccari     | 12       | 0       | ?            | ?            | 12+      | 0+     |
| L. Bettini     | 31       | 12      | ?            | ?            | 31+      | 12+    |
| A. Cardarelli  | 29       | 0       | ?            | ?            | 29+      | 0+     |
| F. Cudicini    | 15       | -27     | ?            | ?            | 15+      | -27+   |
| E. De Giovanni | 23       | 0       | ?            | ?            | 23+      | 0+     |
| G. Del Bianco  | 1        | -3      | ?            | ?            | 1+       | -3+    |
| A. Fontanesi   | 29       | 7       | ?            | ?            | 29+      | 7+     |
| M. Giacomini   | 3        | 0       | ?            | ?            | 3+       | 0+     |
| O. Gon         | 2        | 0       | -            | -            | 2        | 0      |
| B. Lindskog    | 28       | 13      | ?            | ?            | 28+      | 13+    |
| S. Manente     | 13       | 0       | ?            | ?            | 13+      | 0+     |
| G. Medeot      | 1        | 0       | -            | -            | 1        | 0      |
| M. Pantaleoni  | 32       | 6       | ?            | ?            | 32+      | 6+     |
| L. Pentrelli   | 32       | 7       | ?            | ?            | 32+      | 7+     |
| L. Piquè       | 25       | 1       | ?            | ?            | 25+      | 1+     |
| G. Romano      | 18       | -16     | ?            | ?            | 18+      | -16+   |
| R. Sassi       | 25       | 0       | ?            | ?            | 25+      | 0+     |
| P. Sentimenti  | 21       | 0       | ?            | ?            | 21+      | 0+     |
| P. Tonini      | 1        | 1       | ?            | ?            | 1+       | 1+     |
| R. Valenti     | 33       | 0       | ?            | ?            | 33+      | 0+     |